# Marin Dan

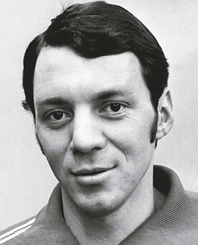
Marin Dan

Marin Dan (* 30. August 1948 in Ștefănești) ist ein ehemaliger rumänischer Handballspieler.

## Leben
Dan begann im Junior-Team bei Tanarul Dinamovist und wechselte mit 19 Jahren zum CS Dinamo Bukarest. 1970 kam er in die rumänische A-Nationalmannschaft. Dort wurde er 98-mal eingesetzt und  gewann im Jahr 1974 mit dem Team bei der Handball-Weltmeisterschaft in Berlin den WM-Titel. Zwei Jahre zuvor holte er mit der Mannschaft bei den Olympischen Spielen in München eine Bronzemedaille.
Im Jahr 1993 wurde er Ehrenmitglied der rumänischen Handball Federation (Federatiei Romane de Handbal). Zudem wurde er mehrfach ausgezeichnet. Unter anderem mit dem  Ordinul „Meritul Sportiv“ und dem Treudienst-Orden „Serviciul credincios“.